# Araneus liae
Araneus liae là một loài nhện trong họ Araneidae.
Loài này thuộc chi Araneus. Araneus liae được miêu tả năm 2009 bởi Chang-Min Yin et al..